# اكبرجعفر (مقاطعة غيلانغرب)
اكبرجعفر (بالفارسية: اکبرجعفر) هي قرية تقع في كرمانشاه في إيران. يقدر عدد سكانها بـ 43 نسمة بحسب إحصاء 2016.